# فابریزیو زامبرلا
فابریزیو زامبرلا (انگلیسی: Fabrizio Zambrella؛ زادهٔ ۱ مارس ۱۹۸۶) بازیکن فوتبال اهل سوئیس است.
از باشگاه‌هایی که در آن بازی کرده‌است می‌توان به باشگاه فوتبال سیون، باشگاه فوتبال لوزان-اسپورت، باشگاه فوتبال برشا، و باشگاه فوتبال سروت ۱۸۹۰ اشاره کرد.
وی همچنین در تیم‌های ملی فوتبال Switzerland national under-19 football team و زیر ۲۱ سال سوئیس بازی کرده‌است.